# Jerseyville
Jerseyville is een plaats (city) in de Amerikaanse staat Illinois, en valt bestuurlijk gezien onder Jersey County.

## Demografie
Bij de volkstelling in 2000 werd het aantal inwoners vastgesteld op 7984. In 2006 is het aantal inwoners door het United States Census Bureau geschat op 8291, een stijging van 307 (3,8%).

## Geografie
Volgens het United States Census Bureau beslaat de plaats een oppervlakte van 11,4 km², geheel bestaande uit land.

## Plaatsen in de nabije omgeving
De onderstaande figuur toont nabijgelegen plaatsen in een straal van 20 km rond Jerseyville.